# Lars Lindhagen
Lars Otto Fredrik Lindhagen, född den 22 mars 1906 i Stockholm, död den 13 november 1982 i Gnosjö, var en svensk präst. Han var son till Teodor Lindhagen.
Lindhagen avlade studentexamen i Stockholm 1924, teologisk-filosofisk examen vid Uppsala universitet 1926 och teologie kandidatexamen 1928. Han var pastorsadjunkt i Helga Trefaldighet i Uppsala 1929–1932, kyrkoadjunkt i Ljusdal 1932–1936, i Danderyd 1936–1956 och kyrkoherde i Saltsjöbaden 1956–1971. Lindhagen blev ledamot av Nordstjärneorden 1962.